# Bob Wren
Robert "Bob" Wren, född 16 september 1974 i Preston, Ontario, är en kanadensisk ishockeyspelare (center).